# Louis van Gaal
Aloysius Paulus Maria "Louis" van Gaal OON, född 8 augusti 1951 i Amsterdam, Nederländerna, är en före detta professionell fotbollsspelare och sedermera tränare. Största delen av sin spelarkarriär tillbringade han i Sparta Rotterdam där han spelade 248 ligamatcher. Louis van Gaal inledde sin professionella spelarkarriär i Ajax 1972 men spelade aldrig någon ligamatch för klubben. Spelarkarriären avslutade han i AZ Alkmaar 1987.

## Tränartiden
Efter spelarkarriären blev han hjälptränare i Ajax och tog över som manager 1991. Han stannade i Ajax till 1997 och vann bland annat tre ligatitlar och en Champions League-titel. 1997 tog han över som manager i FC Barcelona där han stannade i tre säsonger och vann två ligatitlar innan han tog över som förbundskapten för det nederländska landslaget 2000. 2002 tog han återigen över som manager för Barcelona men stannade bara i en säsong. 2005 återvände van Gaal till holländska ligan som tränare för AZ Alkmaar som han avslutade spelarkarriären år 1987. Han stannade i AZ till sommaren 2009 då han tog över som manager i Bayern München. Han tog laget till final i UEFA Champions League säsongen 2009/2010, han vann även tyska Bundesliga med Bayern München. Den 9 april 2011 meddelade Bayern München på sin hemsida att van Gaal sparkas med omedelbar verkan till följd av en dålig ligaplacering, då klubben riskerade att missa Champions League. I april 2014 tog Van Gaal över Manchester United och började sitt uppdrag efter 2014 års VM. Van Gaal var även den första tränaren som bytt målvakt inför straffar i VM-sammanhang. Den 23 maj 2016 meddelade Manchester United på sin hemsida att Van Gaal sparkas med omedelbar verkan till följd av dåligt ligaresultat, då klubben missade Champions League säsongen 2015/2016. Den 4 augusti 2021 tog van Gaal över ansvaret för Nederländerna efter att Frank de Boer lämnat uppdraget som följd av landslagets undermåliga insats i Europamästerskapet 2020.